# Reisamadinen
Als Reisamadinen (Padda), auch Reisfinken genannt, wird eine Gruppe aus zwei eng verwandten Arten, der Reisamadine (Padda oryzivora) und dem
Timor-Reisamadine (Padda fuscata), aus der Familie der Prachtfinken bezeichnet. Beide Arten ähneln sich stark; kennzeichnend für sie ist der wuchtige Schnabel, die einfachen Schnabelwinkelwülste und ihr sehr ähnliches Balzverhalten. Timor-Reisamadine und Reisamadine wurden lange Zeit als eigene Gattung Padda (Reisamadinen) behandelt. Neuere molekulargenetische Untersuchungen haben gezeigt, dass sich diese aus zwei Arten bestehende Gruppe phylogenetisch innerhalb der Gattung der Bronzemännchen (Lonchura) befindet und dort eng mit dem Muskatbronzemännchen verwandt ist. Neuere Ergebnisse haben diese Zusammenlegung jedoch wieder revidiert, so dass aktuell (2022) die Gattung wieder Gültigkeit besitzt.
Verbreitet sind die Vögel im südöstlichen Asien. Zu den Vorkommensgebiete gehört Sumatra, Malaysia, Borneo, Molukken, Philippinen und Taiwan, Sansibar und Timor. Das Verbreitungsgebiet der Timor-Reisamadine erstreckt sich nur auf Timor und den östlichen Teil von Lombok.
Gelegentlich werden die beiden Arten, die als Ziervögel sehr beliebt sind, von einzelnen Autoren noch anderen Gattungen zugerechnet.